# Championnats du monde de tennis de table 1956
Navigation
Édition précédente Édition suivante
Les championnats du monde de tennis de table 1956, vingt-troisième édition des championnats du monde de tennis de table, ont lieu du 2 au 11 avril 1956 à Tokyo, au Japon.
Le japonais Ichiro Ogimura remporte la médaille d'or en simple messieurs, en double messieurs avec Yoshio Tomita (en) et aussi par équipes. La japonaise Tomie Okawa (en) remporte le titre en simple dames.